# Piper bakerianum
Piper bakerianum är en pepparväxtart som beskrevs av C. Dc.. Piper bakerianum ingår i släktet Piper och familjen pepparväxter. Inga underarter finns listade i Catalogue of Life.